# Atractus reticulatus
Atractus reticulatus är en ormart som beskrevs av Boulenger 1885. Atractus reticulatus ingår i släktet Atractus och familjen snokar.
Arten förekommer i södra Brasilien från kommunen Arceburgo söderut samt i angränsande områden av Argentina, Uruguay och kanske Paraguay. Påstådda fynd längre norrut är troligen individer från en liknande art. Atractus reticulatus lever i låglandet och i bergstrakter upp till 1500 meter över havet. Habitatet utgörs av landskapen Cerradon och Pampas samt av urbana regioner. Individerna gräver i marken och äter daggmaskar samt andra maskar. Honor lägger ägg.
För beståndet är inga hot kända. IUCN listar arten som livskraftig (LC).

## Underarter
Arten delas in i följande underarter:
- A. r. scrocchii
- A. r. reticulatus